# I Love You Budapest
Az I Love You Budapest Földes László bluesénekes ötödik nagylemeze, amely 1993-ban jelent meg.

## Számlista
Az összes szám szerzője Földes László. 
| #   | Cím                                    | Hossz |
| --- | -------------------------------------- | ----- |
| 1.  | Hello, jól vagyok                      |       |
| 2.  | Hangyadal                              |       |
| 3.  | I Love You Budapest I.                 |       |
| 4.  | Kaland az égen                         |       |
| 5.  | Szabad Európa Szalon                   |       |
| 6.  | A kései apaság gyönyörűséges illúziója |       |
| 7.  | Az ártatlanság kísértése               |       |
| 8.  | Hajnali magány és remény               |       |
| 9.  | Intermezzo                             |       |
| 10. | I Love You Budapest II.                |       |
| 11. | Bölcselkedés a bölcső fölött           |       |
| 12. | I Love You Budapest III.               |       |
| 13. | Fiúk iskolája                          |       |
| 14. | I Love You Budapest IV.                |       |
| 15. | A bosszú angyala                       |       |
| 16. | A legnagyobb fiú legkisebb fia         |       |
| 17. | Álom                                   |       |
| 18. | A városlakó üzenete                    |       |

## Közreműködők
- Földes László – ének, szöveg
- Jordán Tamás – próza
- Mártha István – zongora, szintetizátor
- Babos Gyula – gitár, szintetizátor
- Busi Gábor – gitár
- Lakatos Tóni – szaxofon
- Müller Anna  – ének
- Póka Egon – basszusgitár, vokál
- Sipeky Zoltán – gitár
- Solti János – ütőhangszerek
- Tomsits Rudolf – trombita, kornett
- Bokor Fekete Krisztina, Bokor Fekete Éva, Fekete Kati, Faith Ildikó, Tisza Beáta, Tóth János Rudolf – vokál
- A Rendőr Fúvószenekar
- Póka Egon – zenei rendező
- Ottó Tivadar – hangmérnök
- Viszt György – grafika

## Külső hivatkozások
- Hivatalos oldal